# Unione Sportiva Ravenna 1965-1966
Questa pagina raccoglie le informazioni riguardanti la Unione Sportiva Ravenna nelle competizioni ufficiali della stagione 1965-1966.

## Stagione
Nella Stagione 1965-1966 il Ravenna disputa il girone B della Serie C, con 30 punti in classifica si piazza in undicesima posizione, il torneo è stato vinto dall'Arezzo con 51 punti con una lunghezza di vantaggio sul Prato, gli aretini salgono così in Serie B, retrocedono in Serie D Anconitana, Lucchese e Carpi.
A Paolo Scalini succede alla presidenza del Ravenna l'avvocato Alessandro Scarano all'inizio di questa stagione, mentre nel ruolo di allenatore viene chiamato Sergio Realini che aveva ben lavorato per un biennio alla Cremonese. L'inizio del torneo non ha soddisfatto la presidenza e la tifoseria con la squadra costantemente sul fondo, pertanto a gennaio lo si è sostituito con Gianfranco Ganzer. Anche grazie alla scossa di questo cambio la squadra ha reagito sul campo, togliendosi dai bassifondi della classifica e piazzandosi a metà graduatoria. Questa è stata anche l'ultima stagione giocata dal Ravenna sul vecchio prato della "Darsena", con la sua inconfondibile grande tribuna antistante le stalle dei cavalli, che ora non c'è più, e che per trentacinque anni è stata il teatro delle imprese calcistiche del Ravenna. Miglior realizzatore stagionale giallorosso Gianfranco Gagliardi, centravanti arrivato dalla Reggiana, autore di sei marcature, tutte timbrate nel decisivo girone di ritorno.

## Rosa
| N. |                   | Ruolo | Calciatore         |
| -- | ----------------- | ----- | ------------------ |
|    | Italia (bandiera) | C     | Ivan Agostini      |
|    | Italia (bandiera) | D     | Giorgio Baricchi   |
|    | Italia (bandiera) | C     | Giorgio Bartolini  |
|    | Italia (bandiera) | A     | Romano Benvenuti   |
|    | Italia (bandiera) | A     | Aldo Bernasconi    |
|    | Italia (bandiera) | P     | Bonvicini          |
|    | Italia (bandiera) | P     | Cainelli           |
|    | Italia (bandiera) | C     | Nicandro Contadini |
|    | Italia (bandiera) | C     | Gianni Corti       |
|    | Italia (bandiera) | C     | Di Donato          |
|    | Italia (bandiera) | A     | Franco Farina      |
|    | Italia (bandiera) | A     | Fulvio Fusco       |

| N. |                   | Ruolo | Calciatore           |
| -- | ----------------- | ----- | -------------------- |
|    | Italia (bandiera) | A     | Gianfranco Gagliardi |
|    | Italia (bandiera) | D     | Roberto Gatti        |
|    | Italia (bandiera) | A     | Vittorio Lama        |
|    | Italia (bandiera) | D     | Roberto Nistri       |
|    | Italia (bandiera) | C     | Manlio Parra         |
|    | Italia (bandiera) | D     | Giovanni Pirazzini   |
|    | Italia (bandiera) | C     | Camillo Rizzo        |
|    | Italia (bandiera) | D     | Mario Sottana        |
|    | Italia (bandiera) | A     | Dante Tonella        |
|    | Italia (bandiera) | C     | Giuliano Villa       |
|    | Italia (bandiera) | P     | Franco Vitali        |
|    | Italia (bandiera) | C     | Antonio Zannoni      |

## Risultati

### Girone di andata
| Arbitro: | Stagnoli (Bologna) |

|                       |           |  |
| Tonella 84’ Parra 88’ | Marcatori |  |

| Perugia 26 settembre 1965 2ª giornata | Perugia      | 0 – 0 | Ravenna | Stadio Santa Giuliana\| Arbitro: \| Giola (Pisa) \| |
| Arbitro:                              | Giola (Pisa) |       |         |                                                     |

| Ravenna 3 ottobre 1965 3ª giornata | Ravenna              | 0 – 0 | Massese | Stadio della Darsena\| Arbitro: \| Bencetti (Treviglio) \| |
| Arbitro:                           | Bencetti (Treviglio) |       |         |                                                            |

| Prato 10 ottobre 1965 4ª giornata | Prato           | 0 – 0 | Ravenna | Stadio Lungobisenzio\| Arbitro: \| Menegali (Roma) \| |
| Arbitro:                          | Menegali (Roma) |       |         |                                                       |

| Arbitro: | Barbaresco (Cormons) |

|  |           |                                      |
|  | Marcatori | 24’ Lombardi 59’ Gabetto 63’ Gallina |

| Arbitro: | Trono (Torino) |

|            |           |  |
| Maiani 50’ | Marcatori |  |

| Arbitro: | Boscolo (Venezia) |

|                      |           |  |
| Tonella 8’ Parra 89’ | Marcatori |  |

| Arbitro: | Castoldi (Genova) |

|                                       |           |  |
| Mariotti 20’ (rig.) Basilico 29’, 80’ | Marcatori |  |

| Carrara 14 novembre 1965 9ª giornata | Carrarese       | 0 – 0 | Ravenna | Stadio dei Marmi\| Arbitro: \| Coccia (Torino) \| |
| Arbitro:                             | Coccia (Torino) |       |         |                                                   |

| Arbitro: | Beccaria (Lecco) |

|  |           |                      |
|  | Marcatori | 21’, 57’, 70’ Brutti |

| Arbitro: | Dal Prato (Nogara) |

|                                     |           |  |
| Ferrari 28’ Meroi 70’ Del Negro 78’ | Marcatori |  |

| Arbitro: | Cappelluti (Bari) |

|               |           |  |
| Bartolini 85’ | Marcatori |  |

| Ancona 12 dicembre 1965 13ª giornata | Anconitana   | 0 – 0 | Ravenna | Stadio Dorico\| Arbitro: \| Vacca (Bari) \| |
| Arbitro:                             | Vacca (Bari) |       |         |                                             |

| Ravenna 19 dicembre 1965 14ª giornata | Ravenna                | 0 – 0 | Rimini | Stadio della Darsena\| Arbitro: \| Cicconetti (Pordenone) \| |
| Arbitro:                              | Cicconetti (Pordenone) |       |        |                                                              |

| Jesi 2 gennaio 1966 15ª giornata | Jesi                | 0 – 0 | Ravenna | Stadio Comunale\| Arbitro: \| Messinese (Taranto) \| |
| Arbitro:                         | Messinese (Taranto) |       |         |                                                      |

| Arbitro: | Bova (Genova) |

|                    |           |  |
| Fontana 27’ (aut.) | Marcatori |  |

| Arbitro: | Torelli (Milano) |

|  |           |                   |
|  | Marcatori | 5’, 62’ Cavicchia |

### Girone di ritorno
| Arbitro: | Trucillo (Venezia) |

|             |           |  |
| Melotto 86’ | Marcatori |  |

| Arbitro: | Gialluisi (Molfetta) |

|                         |           |  |
| Rizzo 30’ Gagliardi 90’ | Marcatori |  |

| Arbitro: | Lavetti (Bergamo) |

|           |           |           |
| Rolla 29’ | Marcatori | 33’ Corti |

| Arbitro: | Aldo Canova (Milano) |

|  |           |                       |
|  | Marcatori | 15’ Vastini 29’ Vieri |

| Arbitro: | Lo Giudice (Torino) |

|             |           |               |
| Fantini 90’ | Marcatori | 45’ Gagliardi |

| Arbitro: | Quaranta (Bari) |

|                                                   |           |                         |
| A. Bernasconi 28’ Bartolini 63’ (rig.) 79’ (rig.) | Marcatori | 3’ Bernardis 86’ Rigato |

| Arbitro: | Zecca (L'Aquila) |

|             |           |  |
| Sartini 25’ | Marcatori |  |

| Arbitro: | Grava (Ivrea) |

|                           |           |  |
| Gagliardi 51’ Tonella 64’ | Marcatori |  |

| Arbitro: | Bosso (Asti) |

|           |           |  |
| Corti 39’ | Marcatori |  |

| Pistoia 27 marzo 1966 27ª giornata | Pistoiese                   | 0 – 0 | Ravenna | Stadio Monteoliveto\| Arbitro: \| Fiorenza (Torre Annunziata) \| |
| Arbitro:                           | Fiorenza (Torre Annunziata) |       |         |                                                                  |

| Arbitro: | Valagussa (Lecco) |

|                      |           |                   |
| Bartolini 71’ (rig.) | Marcatori | 62’ P. Bernasconi |

| Arbitro: | Caligaris (Alessandria) |

|                                |           |  |
| Mazzanti 32’ (rig.) Di Bon 58’ | Marcatori |  |

| Arbitro: | Pilotto (Roma) |

|                                      |           |                      |
| A. Bernasconi 14’ Gagliardi 35’, 81’ | Marcatori | 89’ (aut.) Bartolini |

| Rimini 1º maggio 1966 31ª giornata | Rimini        | 0 – 0 | Ravenna | Stadio Romeo Neri\| Arbitro: \| Leita (Udine) \| |
| Arbitro:                           | Leita (Udine) |       |         |                                                  |

| Arbitro: | Paglia (Cremona) |

|               |           |                |
| Gagliardi 80’ | Marcatori | 46’, 53’ Villa |

| Arbitro: | Ciulli (Roma) |

|                                                   |           |                      |
| Morosi 24’ Dettori 30’ Passalacqua 42’ Galasi 80’ | Marcatori | 49’ Corti 85’ Farina |

| Arbitro: | Bilotti (Cosenza) |

|                                        |           |                      |
| Boetani 39’ Pandrin 60’ Sciarretta 74’ | Marcatori | 70’ (rig.) Bartolini |